# Bicibox
El Bicibox és un sistema d'aparcament segur per a bicicletes i VMP privats distribuït per a diferents municipis de l'Àrea Metropolitana de Barcelona obert cada dia de l'any les vint-i-quatre hores. L'objectiu és potenciar el ciclisme urbà d'aquestes ciutats facilitant l'aparcament segur.
Les bicicletes i el VMP es guarden en uns mòduls prefabricats de metall que tenen capacitat per a set o catorze bicicletes. El 2022 hi havia més 2.000 places en estacions repartides en 21 ciutats.

## Municipis
El servei es pot trobar als següents municipis:
- Castelldefels
- Gavà
- Viladecans
- Sant Boi de Llobregat
- El Prat de Llobregat
- Cornellà de Llobregat
- Esplugues de Llobregat
- L'Hospitalet de Llobregat
- Sant Just Desvern
- Sant Feliu de Llobregat
- Sant Joan Despí
- Sant Cugat del Vallès (setembre 2012)[2]
- Molins de Rei (gener 2016)[3]
- Montcada i Reixac (febrer 2016)[4]
- Begues (maig 2016)
- Castellbisbal (maig 2016)
- El Papiol
- Cerdanyola del Vallés
- Ripollet

## Tarifes

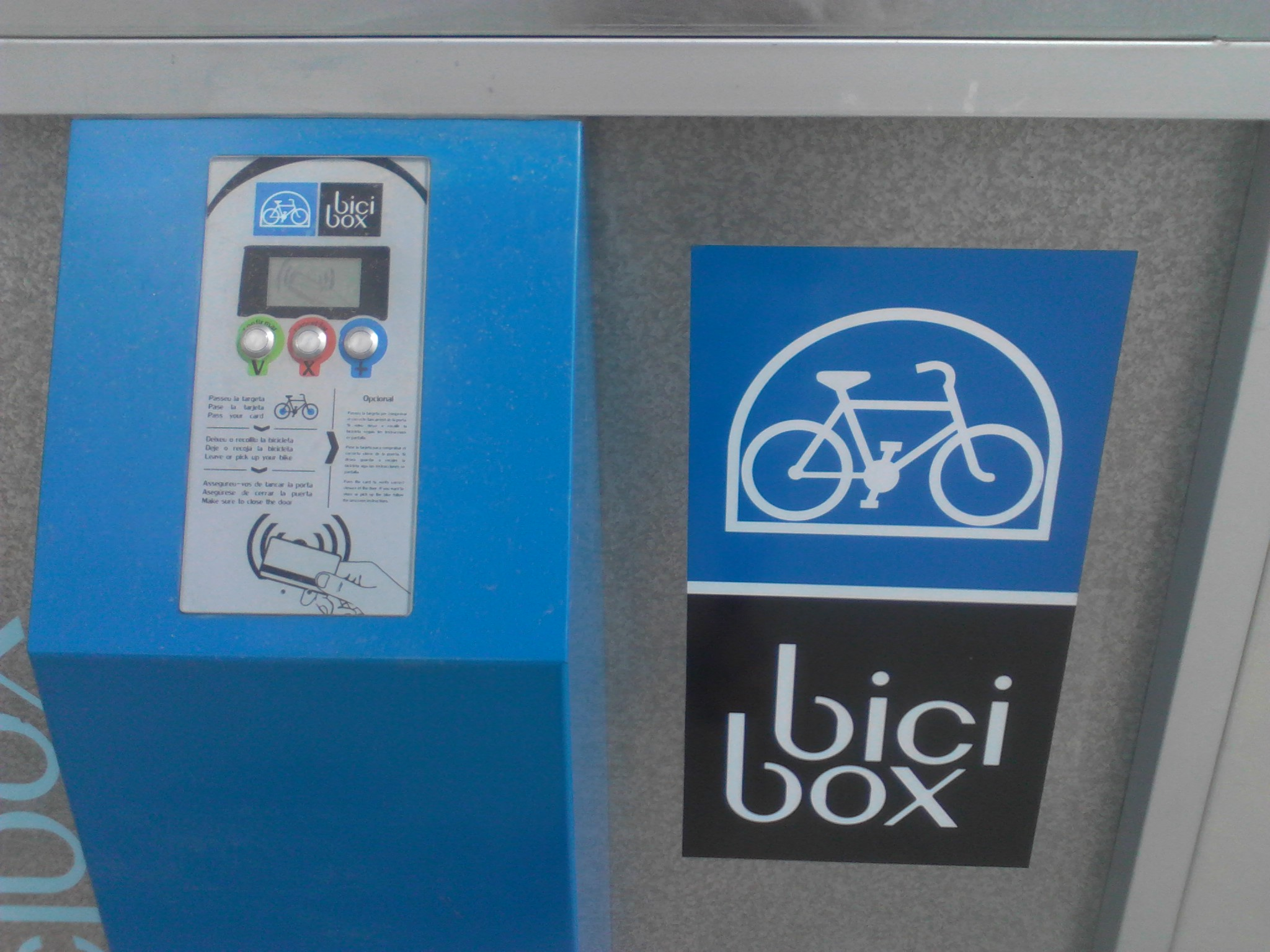
Comandaments d'una estació del Bicibox

El servei del Bicibox és gratuït i els usuaris es poden registrar via web o des de l'oficina del Bicibox a Cornellà.
- Quota addicional a partir de 48h (72h en cap de setmana): 0,10 €/hora.
- Quota addicional a partir de 60h (84h en cap de setmana): 0,20 €/hora.
- Penalització per retirada de la bicicleta (inclou trasllat a dipòsit) a partir de les 72h (96h en cap de setmana): 20,00 € + 5,00 €/hora d'emmagatzematge.
- Substitució de la targeta: 5,00 €.
- Avís per SMS: 0,20 €.

## Usuaris
A inicis de l'any 2012 l'EMT va haver de reconèixer que el sistema tenia un ús inferior al previst amb menys de 500 usuaris registrats. Per incentivar-ne l'ús, es va decidir allargar el límit d'hores que es pot deixar la bicicleta aparcada fins a 24. Segons El Punt Avui, l'ocupació mitjana no arribava al 4%. A mitjans del 2012 la xifra ascendia a mil usuaris.
El nombre d'usuaris ha anat augmentant des de llavors:
| Any  | Usuaris (al desembre) | Desplaçaments |
| ---- | --------------------- | ------------- |
| 2020 | 16.212                | 266.298       |
| 2017 | 9.890                 | 566.000       |
| 2016 | 7.700                 |               |
| 2015 | 5.486                 | 339.885       |
| 2014 | 3.518                 | 249.490       |
| 2013 |                       | 165.779       |
| 2012 |                       | 96.785        |